# سوري ماني
سوري ماني هو لاعب كرة قدم غيني بيساوي في مركز الدفاع، ولد في 3 أبريل 1996 في غينيا بيساو. لعب مع نادي سامبدوريا.

## وصلات خارجية
- سوري ماني على موقع إي إس بي إن إف سي (الإنجليزية)
- سوري ماني على موقع قاعدة بيانات كرة القدم.إي يو (الإنجليزية)
- سوري ماني على موقع ناشيونال فوتبول تيمز (الإنجليزية)
- سوري ماني على موقع Soccerway.com (الإنجليزية)